# Herb gminy Malczyce

Herb gminy Malczyce w latach 1999-2014

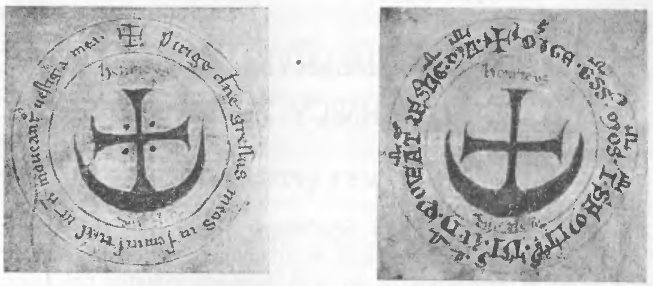
Znak osobisty Henryka Brodatago

Herb gminy Malczyce – jeden z symboli gminy Malczyce, autorstwa Kamila Wójcikowskiego i Roberta Fidury, ustanowiony 28 października 2014.

## Wygląd
Herb przedstawia na tarczy w polu srebrnym, na falach błękitno-srebrno-błękitnych, łódka czarna, z zaznaczonymi konturami desek srebrnymi, z rozwiniętym żaglem trójkątnym czerwonym, na którym znak osobisty Henryka Brodatego srebrny.

## Symbolika
Motyw łódki został zaczerpnięty z XX-wiecznego herbu miejscowości Malczyce, w którym symbolizował on funkcję miejscowości jako portu rzecznego na Odrze. Znak Henryka Brodatego jest elementem wspólnym dla pozostałych miejscowości gminy Malczyce. Takie zestawienie symboli podkreśla ciągłość historyczną Malczyc i okolicznych miejscowości od czasów Henryka Brodatego aż do czasów najnowszych, kiedy w herbie Malczyc widniała łódka.

## Historia
Na początku XX wieku Malczyce były prężnym ośrodkiem gminnym, który zamierzał ubiegać się o prawa miejskie. Już w 1925 urząd wójta zastąpiono urzędem burmistrza. Kolejnym krokiem było opracowanie herbu. Herb Malczyc ustanowiono 14 października 1927 roku. Herb ten przedstawiał w polu srebrnym z prawej łódkę czarną ze zwiniętym żaglem czerwonym, z przewoźnikiem w takimż ubiorze, zaś z lewej na murawie zielonej takież drzewo. Herb ten opracowano na podstawie starszych pieczęci sądowych, zatem godło w nim wykorzystane może mieć nawet XVIII-wieczną proweniencję. Wzór herbu opracował Paul Gimmler, zaś jego realizacje plastyczne tworzyli artysta malarz Schnurpl z Legnicy oraz malarz herbów G. Adolf Closs z Berlina.
Pierwszy właściwy herb gminny współczesna gmina Malczyce ustanowiła w 1999 roku. Jego autorem jest plastyk Michał Marciniak-Kożuchowski. Herb ten przedstawiał na tarczy dzielonej w słup w polu prawym złotym pół orła dolnośląskiego, w polu lewym, błękitnym łódkę złotą z żaglem srebrnym, na takichż falach, od czoła zaś trzy liście dębowe z tyloma żołędziami, zielone. Herb w wersji zaszczytnej miał dwa trzymacze w formie stylizowanych pegazów; z prawej czarny, z lewej srebrny oraz wstęgę złotą z napisem GMINA * MALCZYCE * GMINA. Motyw łódki został zaczerpnięty z herbu Malczyc, orzeł dolnośląski symbolizować miał położenie na Dolnym Śląsku, liście dębowe - lokalną przyrodę. Trzymacze zostały zaczerpnięte z dawnego godła pieczętnego miejscowości Rachów.
Herb ten posiadał wiele wad, z których najważniejszymi było wykorzystanie orła dolnośląskiego zarezerwowanego dla powiatów, złamanie zasady alternacji heraldycznej (zielone liście na błękitnym polu) oraz używanie wersji zaszczytnej herbu. Wyraz tym błędom dała Komisja Heraldyczna w swojej opinii z dnia 26 listopada 2004.
Nowy herb nawiązuje do herbu miejscowości Malczyce jak też do herbu gminy z roku 1999 poprzez wykorzystanie symboliki ogólnej, wspólnej dla Dolnego Śląska, w sposób dozwolony (znak Henryka Brodatego zamiast pół-orła). Od początku prac projektowych planowano wykorzystać dawny herb Malczyc, dyskusja toczyła się jedynie nad wprowadzeniem dodatkowego elementu, mogącego symbolizować pozostałe wsie gminy. Nawiązanie do znaków pieczętnych pozostałych miejscowości nie było możliwe, z braku wspólnego mianownika (Kwietno - kwiaty, dobra Mazurowice - tryskający zdrój i inicjał B, Rachów - pegaz, Rusko - wazon z kwiatami, Szymanów - narzędzie rolnicze). Ponadto, nie zachowały się pieczęcie części wsi gminy (Chełm, Chomiąża, Dębice, Wilczków, Zawadka). Ostatecznie zdecydowano się na znak Henryka Brodatego. Potrzeba umieszczenia go w centralnym i wyeksponowanym miejscu wymusiła modyfikacje wizerunku łódki w stosunku do herbu miejscowości Malczyce.